# Monodelphis iheringi
El colicorto estriado o colicorto de Ihering (Monodelphis iheringi) es una especie de marsupial didelfimorfo de la familia Didelphidae de Sudamérica. Es endémica de Argentina, Brasil, Paraguay.
Es de tamaño muy pequeño; cuerpo pardo amarillento y dorso con tres bandas negras, y ventralmente cremoso; la hembra no tiene marsupio.  